# Cuando pasan las cigüeñas
Cuando pasan las cigüeñas (en ruso: Летя́т журавли́, romanizado: Letiat zhuravlí, lit. 'Vuelan las grullas'), también conocida como Las grullas vuelan y Pasaron las grullas, es una película soviética de 1957, dirigida por Mijaíl Kalatózov, que cuenta la historia de dos jóvenes, Veronika y Borís, que se enamoran justo antes de que comience la Segunda Guerra Mundial, que en la Unión Soviética es conocida como la Gran Guerra Patria. A pesar del profundo amor que Borís siente por Verónika, se alista como voluntario para ir al frente, de donde nunca vuelve. Veronika mantiene hasta el final la esperanza de que su amado regrese. Cuando pasan las cigüeñas es una película que refleja la crueldad de la guerra y el sufrimiento que esta provocó al pueblo soviético.
La película fue producida por Mosfilm, dirigida por el director soviético de origen georgiano Mijaíl Kalatózov en 1957 y protagonizada por Alekséi Batálov y Tatiana Samóilova en los papeles principales. Adaptada por Víktor Rózov de su obra de teatro, de 1943, «Vechno zivye» (en español: Eternamente vivos), la película ganó la Palma de Oro en el Festival de Cine de Cannes de 1958, la única película soviética en ganar ese premio. (En 1946, la película soviética El punto decisivo «Veliki perelom» fue galardonada con el Gran Premio del Festival de Cine de Cannes, antecesora de la Palma de Oro).
El destino de Verónika, interpretado por Tatiana Samóilova, se convirtió en un símbolo de las dificultades a las que tuvieron que enfrentarse las mujeres soviéticas durante la guerra y llegó al corazón de millones de personas tanto en la URSS como fuera de sus fronteras.

## Argumento
En Moscú, el 22 de junio de 1941, Verónika (Tatiana Samóilova) y su novio Borís (Alekséi Batálov) ven cómo las grullas sobrevuelan la ciudad cuando sale el sol y luego regresan a hurtadillas a los apartamentos de sus familias. Horas más tarde, el primo de Borís, Mark (Aleksandr Shvorin), lo despierta con la noticia de que los alemanes han invadido la Unión Soviética.
Veronika pronto se entera de que Borís se ha ofreció como voluntario para el Ejército Rojo. Borís le pide a su abuela que le dé a Verónika su regalo de cumpleaños, una ardilla de peluche («ardilla» es el sobrenombre cariñoso que Borís le ha puesto a Verónika) en el que desliza una nota de amor. Veronika llega demasiado tarde para ver a Borís en su apartamento, pero su abuela (Antonina Bogdánova) le da a Veronika la ardilla de peluche. Veronika busca a Borís en la estación de tren, pero no lo encuentra allí, Puesto que ya se ha marchado al frente.
Verónika permanece en Moscú con sus padres, quienes mueren en un ataque aéreo alemán que también destruye su edificio de apartamentos. La familia de Borís invita a la huérfana Verónika a quedarse con ellos. Mientras tanto, Borís sirve en el frente y discute con otro soldado, Volodia (Konstantín Nikitin), que insulta una foto de Verónika. Su oficial al mando los atrapa peleando y como castigo les asigna una peligrosa misión de reconocimiento. Borís salva la vida de Volodia, pero es herido de muerte. En sus momentos finales, tiene una visión de la boda que él y Veronika nunca tuvieron.
De vuelta en Moscú, el primo de Borís, Mark, le dice a Verónika que la ama, pero ella espera fielmente a Borís. Verónika y Mark están solos en el apartamento cuando ocurre otro ataque aéreo. Mark le hace un pase, pero ella lo rechaza. Furioso por ser rechazado, la viola. Mark avergüenza a Verónika para que se case con él. Ella lo desprecia, pero como no le cuenta a la familia sobre la violación, creen que traicionó a Borís, quien creen que todavía está vivo.
Para escapar de la ofensiva alemana, la familia se traslada a Siberia. Verónika trabaja como enfermera en un hospital militar dirigido por el padre de Borís, Fiódor (Vasili Merkúryev). Mark y Verónika son infelices en su matrimonio.
Cuando un soldado en el hospital se pone histérico después de recibir una carta que dice que su novia lo dejó, Veronika se apresura a buscar a Fiódor, quien está procesando la llegada de las tropas heridas. Apenas se da cuenta de Volodia que ha resultado herido en combate, que está a punto de ser admitido en el hospital, antes de que Fiódor diga que el hospital está lleno. Fiódor advierte al soldado angustiado que se olvide de su novia infiel. Veronika escucha el discurso de Fiódor y se enfada porque parece ser una mujer así. 
Abrumada por la culpa, Veronika intenta arrojarse a las vías del tren. Justo antes de intentar suicidarse, ve a un niño a punto de ser atropellado por un automóvil y lo rescata. El niño ha sido separado de su madre y su nombre es Borís. Verónika lleva al niño a casa y busca su juguete de ardilla de Borís. La hermana de Borís, Irina (Svetlana Jaritónova), le dice a Veronika con rencor que Mark le está dando el juguete a su amante en su fiesta de cumpleaños. Ella corre hacia la fiesta, donde un asistente finalmente ha encontrado la nota que Borís escondió. Veronika la coge y se escucha la voz en off de Borís que narra la tierna nota de amor final. 
Fiódor se entera de que Mark sobornó para evitar ser reclutado por el Ejército Rojo. Fiódor se da cuenta de que Mark traicionó a la URSS y a su familia y se ha aprovechado de Veronika. Fiódor echa a Mark, y Verónika es perdonada por la familia por «traicionar» a Borís. El niño pasa a formar parte de la familia. Más tarde, Volodia, después de recuperarse de sus heridas, viene en busca de la familia de Borís y les informa de su muerte. 
En 1945, la guerra ha terminado, Verónika y Volodia pasean por el río de regreso a Moscú. Están muy unidos, pero Verónika todavía se niega a creer que Borís esté muerto ya que Volodia resultó herido y realmente no lo vio morir. Cuando regresa la unidad de Borís, Verónika lleva un enorme ramo de flores, tiene la intención de dárselo y lo busca a él y a su amigo Stepán (Valentín Zubkov) durante una celebración en la estación de tren en honor de los soldados que han sobrevivido. Encuentra a Stepán y finalmente se entera de que Borís está muerto. Veronika llora desconsoladamente entre la multitud que celebra el regreso triunfante de las tropas soviéticas. Mientras, Stepán da un discurso conmovedor, afirmando que los que murieron en la guerra nunca serán olvidados, pasa del duelo a entregar sus flores a los soldados que regresan. Cuando mira hacia arriba, las grullas están volando de nuevo en el cielo sobre Moscú.

## Reparto
- Tatiana Samóilova como Verónika
- Alekséi Batálov como Borís Fiódorovich Borozdín
- Vasili Merkúryev como Fiódor Ivánovich Borozdín, el padre de Borís
- Aleksandr Shvorin como Mark Aleksándrovich Borozdín, el primo de Borís
- Svetlana Jaritónova como Irina Fiódorovna Borozdiná, la hermana de Borís
- Konstantín Nikitin como Volodia
- Valentín Zubkov como Stepán, el amigo de Borís
- Antonina Bogdánova como Varvara Kapitónovna, la abuela de Borís
- Borís Kokovkin como Nikolái Chernov
- Yekaterina Kupriyánova como Anna Mijáilovna Lébedeva
- Irina Preys como Antonina Monastýrskaya
- Aleksandr Popov como Boria
- Daniil Netrebin como un soldado herido

## Recepción e influencia

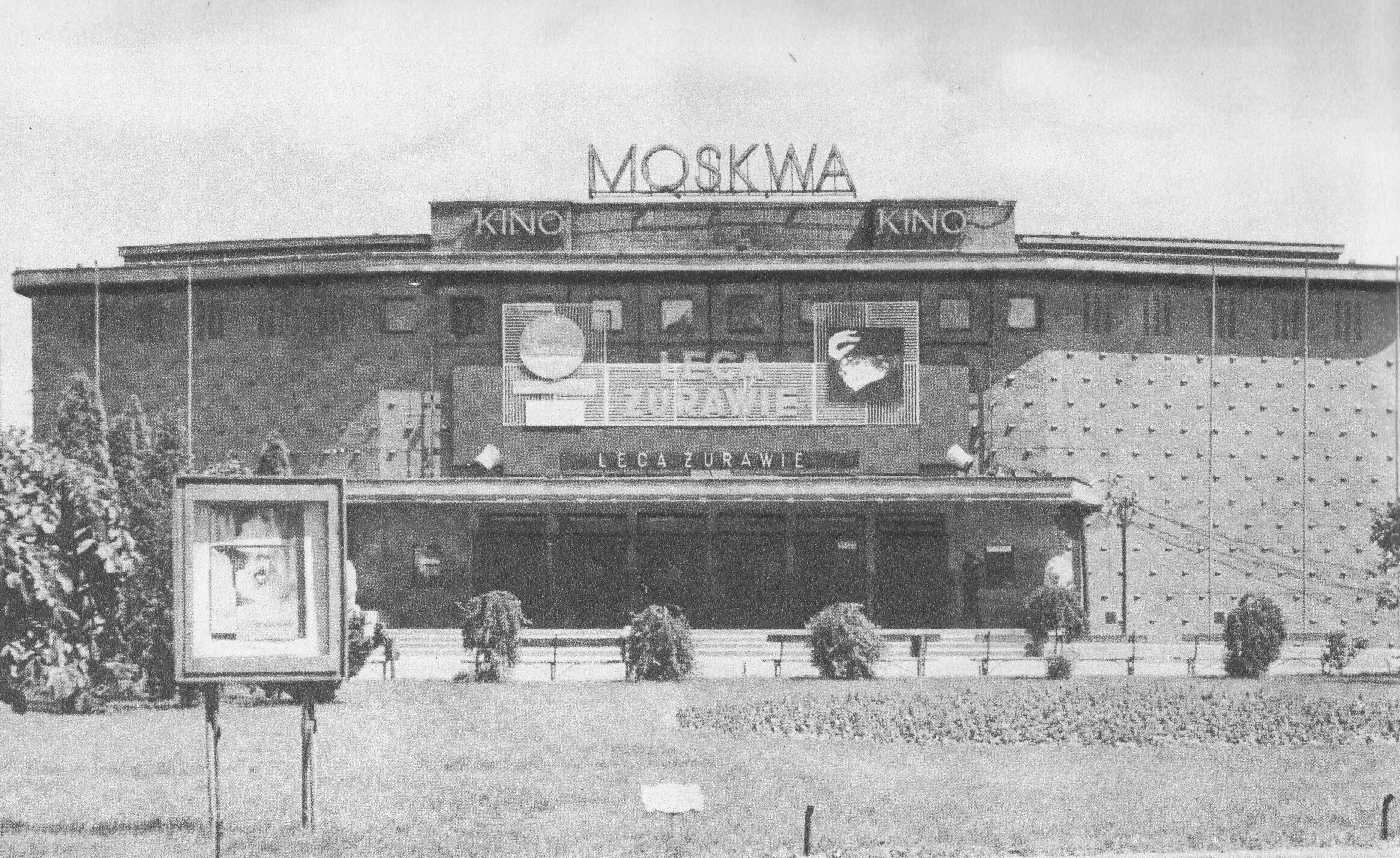
Estreno de la película en Varsovia en 1974

Realizada durante el período de liberalización que siguió a la muerte de Iósif Stalin, Cuando pasan las cigüeñas representó el primer éxito internacional del cine soviético después de la Segunda Guerra Mundial. Dando la espalda al realismo socialista, las imágenes expresionistas de la película, a veces casi surrealistas, y las técnicas de «cámara desencadenada», fueron impresionantes. En lugar de heroicos vencedores, retrata el sufrimiento y el sacrificio de la población civil durante la guerra. A pesar del enorme éxito que tuvo la película, la prensa soviética solo le dedicó unas pocos líneas y no incluyeron una fotografía ni mencionaron los nombres del director o de los guionistas. Tras su estreno en la URSS la película fue considerada demasiado centrada en los sentimientos, en lugar de en las hazañas heroicas.
Nikita Jruschov había criticado el largometraje porque consideraba que la protagonista desacreditaba «la vívida imagen de trabajadoras de retaguardia soviética» y consideraba la conducta de Verónika como «descuidada e indecente».
Como observa la estudiosa del cine Josephine Woll, la protagonista Veronika jugó un papel decisivo en la configuración de las películas soviéticas post-estalinistas al anunciar heroínas de celuloide multidimensionales más complicadas y centrarse en el impacto de la guerra en la gente común. No fueron solo las audiencias soviéticas las que aceptaron y simpatizaron con la historia de Verónika. La actriz principal de Cuando pasan las cigüeñas, la hermosa Tatiana Samóilova, a quien frecuentemente se identificaba con su papel, arrasó en Europa. Tras el triunfo de la película en el Festival de Cine de Cannes en 1958, donde ganó la prestigiosa Palma de Oro, el mundo celebró al principal protagonista de la película y los críticos elogiaron la producción por su impresionante cinematografía, actuación, dirección y edición. Woll señala que el comentarista de la Liberación francesa, por ejemplo, contrasta con aprobación la pureza y autenticidad de Samóilova con la de Brigitte Bardot, un ícono femenino francés.  Samóilova recordó haber recibido un reloj de sus fanes de Alemania Oriental durante un festival allí. El obsequio incluía la inscripción: «Finalmente vemos en la pantalla soviética un rostro, no una máscara».
En 2018, la versión restaurada de Cuando pasan las cigüeñas se incluyó en el programa de la sección Berlinale Classics, del 68.° Festival Internacional de Cine de Berlín. La proyección tuvo tanto éxito que se repitió.

## Premios

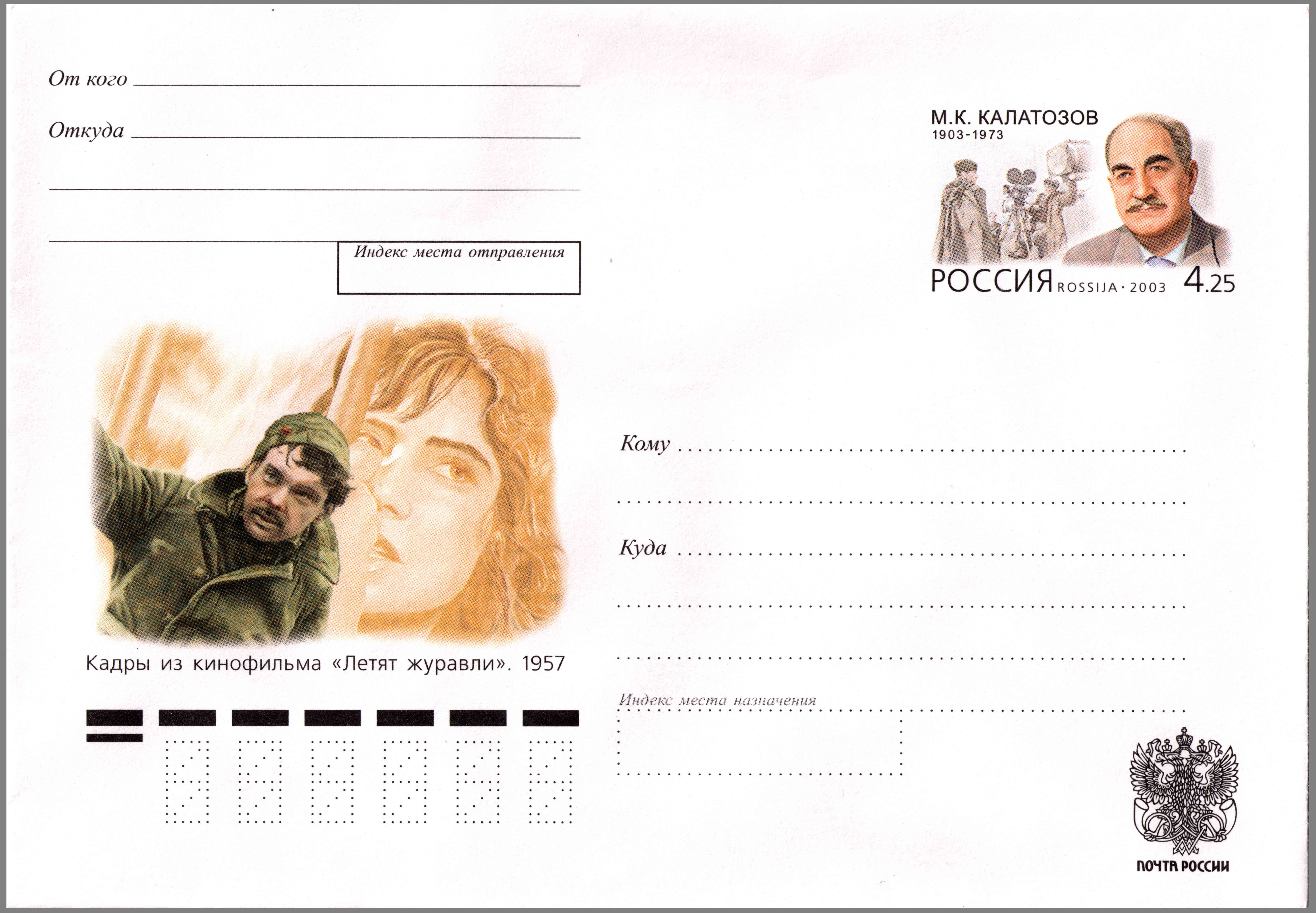
Sobre postal ruso del año 2003, centenario del nacimiento de Mijaíl Kalatózov. Lleva sello conmemorativo con retrato del director y, abajo, un montaje de imágenes de los actores Alekséi Batálov y Tatiana Samóilova en la película.

- Festival Internacional de Cine de Cannes de 1958: obtuvo la Palma de Oro a la mejor película. 1958.[9]
- Premios BAFTA: nominada en las categorías de Mejor Película y Mejor Actriz Extranjera. 1958[9]

Aparte de la Palma de Oro, la película de Mijaíl Kalatózov ganó también el premio Prix Vulcain del Artiste Technicien (anteriormente Grand prix technique), un galardón otorgado para recompensar los méritos técnicos de un film,  y la excelente interpretación de la actriz Tatiana Samóilova contó con una mención especial del jurado del Festival de Cannes. Además, en 1959 la actriz ganó el premio francés Étoiles de cristal para la mejor interpretación extranjera femenina.